# František Rajtoral
František Rajtoral (Příbram, 12 maart 1986 – Gaziantep, april 2017) was een Tsjechisch betaald voetballer die bij voorkeur in de verdediging of als vleugelspeler uitkwam.

## Clubloopbaan
Rajtoral kwam achtereenvolgens uit voor FK Marila Příbram, FC Baník Ostrava en FC Viktoria Pilsen in de Tsjechische Gambrinus liga. In januari 2014 werd hij een half jaar verhuurd aan Hannover 96 in de Duitse Bundesliga. Hij kwam tot zeven wedstrijden. Hannover lichtte aan het einde van het seizoen de optie tot koop niet en Rajtoral keerde terug naar Viktoria Pilsen. In 2016 tekende hij een contract bij het Turkse Gaziantepspor.
František Rajtoral kwam bij Gaziantepspor tot twaalf competitiewedstrijden. Na de winterstop werd hij nog maar enkele keren opgesteld. Op 21 april 2017 was hij reserve in een wedstrijd tegen Konyaspor. Twee dagen later werd hij dood in zijn woning aangetroffen, nadat hij die dag niet kwam opdagen bij een training van zijn ploeg. Hij bleek zich te hebben opgehangen.

## Interlandcarrière
Rajtoral maakte van 2006 tot en met 2008 deel uit van de nationale U21-selectie. Daarmee was hij onder meer actief op het U21 EK 2007 in Nederland.
Rajtoral nam met Tsjechië deel aan het Europees kampioenschap voetbal 2012 in Polen en Oekraïne, waar de ploeg van bondscoach Michal Bílek in de kwartfinales werd uitgeschakeld door Portugal dankzij een  kopbal van Cristiano Ronaldo.

## Statistieken
| Seizoen | Club               | Competitie              | Wedstrijden | Doelpunten |
| ------- | ------------------ | ----------------------- | ----------- | ---------- |
| 2004-05 | FK Marila Příbram  | 1. česká fotbalová liga | 15          | 1          |
| 2005-06 | FC Baník Ostrava   | 1. česká fotbalová liga | 17          | 0          |
| 2006-07 | FC Baník Ostrava   | 1. česká fotbalová liga | 26          | 8          |
| 2007-08 | FC Baník Ostrava   | 1. česká fotbalová liga | 25          | 3          |
| 2008-09 | FC Baník Ostrava   | 1. česká fotbalová liga | 23          | 1          |
| 2009-10 | FC Viktoria Pilsen | 1. česká fotbalová liga | 28          | 3          |
| 2010-11 | FC Viktoria Pilsen | 1. česká fotbalová liga | 27          | 3          |
| 2011-12 | FC Viktoria Pilsen | 1. česká fotbalová liga | 29          | 2          |
| 2012-13 | FC Viktoria Pilsen | 1. česká fotbalová liga | 28          | 3          |
| 2013    | FC Viktoria Pilsen | 1. česká fotbalová liga | 16          | 3          |
| 2014    | → Hannover 96      | Bundesliga              | 7           | 0          |
| 2014-15 | FC Viktoria Pilsen | 1. česká fotbalová liga | 16          | 4          |
| 2015-16 | FC Viktoria Pilsen | 1. česká fotbalová liga | 22          | 1          |
| 2016    | FC Viktoria Pilsen | 1. česká fotbalová liga | 3           | 0          |
| 2016-17 | Gaziantepspor      | Süper Lig               | 12          | 0          |

## Erelijst
- Gambrinus liga: 2010/11, 2012/13, 2014/15, 2015/16
- Pohár České pošty: 2010
- Superpohár FAČR: 2011, 2015

1 Čech  ·
2 Gebre Selassie ·
3 Kadlec ·
4 Suchý ·
5 Hubník ·
6 Sivok ·
7 Necid ·
8 Limberský ·
9 Rezek ·
10 Rosický ·
11 Petržela ·
12 Rajtoral ·
13 Plašil ·
14 Pilař ·
15 Baroš ·
16 Laštůvka ·
17 Hübschman ·
18 Kolář ·
19 Jiráček ·
20 Pekhart ·
21 Lafata ·
22 Darida ·
23 Drobný ·
Coach: Bílek